# Zemitrella pura
Zemitrella pura is een slakkensoort uit de familie van de Columbellidae. De wetenschappelijke naam van de soort is voor het eerst geldig gepubliceerd in 1903 door Martens.